# Amentotaxus formosana
Amentotaxus formosana ist eine Pflanzenart aus der Gattung Amentotaxus in der Familie der Eibengewächse (Taxaceae). Das Artepitheton bezieht sich auf die Herkunft dieser Art, auf Formosa, dem ehemaligen Namen Taiwans.

## Beschreibung

### Vegetative Merkmale

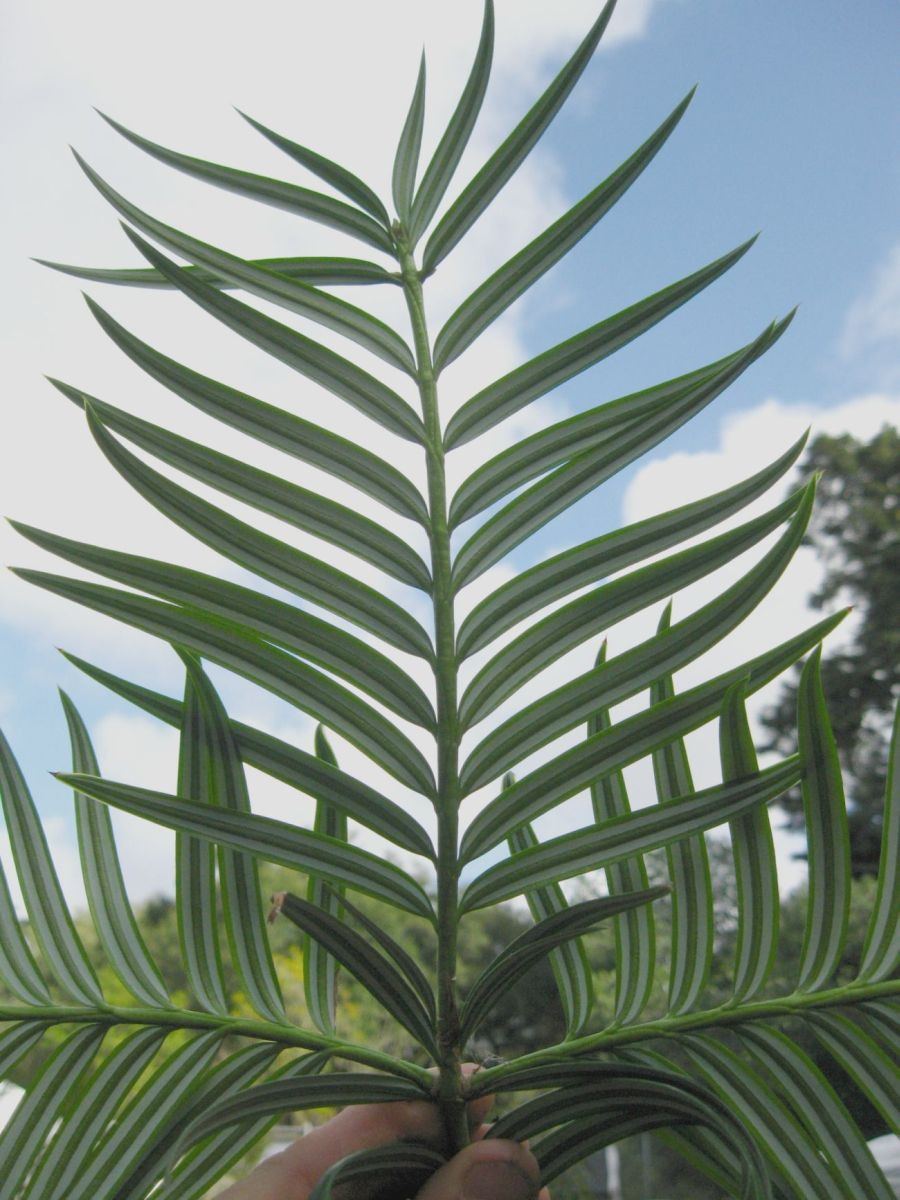
Blattunterseiten von Amentotaxus formosana mit deutlich weißen Stomatabändern

Amentotaxus formosana wächst als immergrüner Baum oder Strauch, der Wuchshöhen von 10 Meter und einen Stammdurchmesser (BHD) von bis zu 36 Zentimeter erreichen kann.
Die Laubblätter sind in einem Abstand von etwa 6 Millimeter gegenständig in Winkeln von 55 bis 70° am Zweig angeordnet, erscheinen aber wie zweizeilig in einer Ebene angeordnet. Die Laubblätter sind fast sitzend (subsessil); falls ein Blattstiel vorhanden weist er eine Länge von nur 1 Millimeter auf und ist relativ dick. Die ledrigen, dunkel grünen Blattspreiten sind länglich lanzettlich bis sichelförmig und 5 bis 8,5 Zentimeter lang und 0,5 bis 1 Zentimeter breit. Auf der Blattunterseite sind die beiden parallel zur Mittelrippe verlaufenden, etwa 2 Millimeter breiten Stomatabänder deutlich erkennbar und mit jeweils etwa 30 Reihen sehr dicht angeordnet. Die Blattspitze ist länglich zugespitzt.

### Generative Merkmale
Wie auch die anderen Arten der Gattung ist Amentotaxus formosana zweihäusig getrenntgeschlechtig (Diözie), d. h. männliche und weibliche Blüten befinden sich nicht zusammen auf einem Individuum.
Die männlichen Zapfen befinden sich an einjährigen Zweigen und enthalten drei bis vier (selten zwei oder fünf) Wirtel, die jeweils Längen von 2,5 bis 3 Zentimeter erreichen können. An den Wirteln befinden sich in meist vier Reihen 20 bis 30 Sporophyllstände. Diese stehen sehr eng und unregelmäßig kreuzgegenständig an der Achse der Wirtel und haben eine kugelige Form und sind im Durchmesser 2,5 bis 3 Millimeter groß. Ein Sporophyllstand ist zusammengesetzt aus neun bis zwölf schildartigen, runden oder dreieckigen, 1,5 bis 2 Millimeter großen Sporophylle. Bei Reife biegen sie sich auf und entlassen die sich in 5 bis 8 Sporangien (Pollensäcken) befindlichen, ungeflügelten Pollen.
Die weiblichen Blütenzapfen befinden sich einzeln in den Blattachseln und sind bis zu 1,5 Zentimeter bestielt sowie kugel- oder eiförmig. Sie können bis zur Befruchtung bis zu 6,5 Millimeter lang werden. Der Arillus ist bei Reife rötlich-gelb und umschließt den Same bis auf dessen Spitze vollständig. Die rötlich-violetten Samen sind bei Länge von 2 bis 2,5 Zentimeter und einer Breite von 0,9 bis 1,1 Zentimeter länglich-ellipsoid oder eiförmig-ellipsoid.

## Vorkommen und Gefährdung
Amentotaxus formosana ist ein Endemit im Süden Taiwans. Dort wächst er zerstreut in Höhenlagen von 700 bis 1500 Meter im tropischen und subtropischen Regenwald, meist in Schluchten oder auf Klippen. Laut IUCN ist Amentotaxus formosana vom Aussterben bedroht. Bekannt sind nur noch vier getrennte Populationen von insgesamt nicht mehr als 250 ausgewachsenen Bäumen. Diese befinden sich in den Landkreisen Taitung und Pingtung, auf den Bergen Dahanshan (大漢山) im „Dawushan Nature Reserve“, Kutzulunshan (姑子崙山), Chachayalaishan (茶茶牙頓山) im „Chachayalaishan Major Wildlife Habitat“ und Lilungshan (楠山).

## Taxonomie
Die Erstbeschreibung von Amentotaxus formosana erfolgte 1952 durch Hui-Lin Li in Journal of the Arnold Arboretum, Band 33, 2, S. 196–197. Er differenzierte die bis dahin mit Amentotaxus argotaenia als monotypisch geltende Gattung in verschiedene Arten, ausgehend von den voneinander isolierten Beständen und den unterschiedlichen Blattformen.